# Aérodrome de Fair Isle
L'aérodrome de Fair Isle (code IATA : FIE • code OACI : EGEF), est un petit aéroport situé à Fair Isle, dans les îles Shetland, en Écosse. Il est détenu par le National Trust for Scotland.

## Situation

### Carte des aéroports d'Écosse
| Aberdeen Barra Benbecula Campbeltown Colonsay Dundee Eday Édimbourg Fair Isle Foula Glasgow Glasgow-Prestwick Inverness Islay Kirkwall North Ronaldsay Oban Papa Westray Sanday Stornoway Stronsay Sumburgh Tingwall Tiree Westray Wick |

### Carte des aéroports des Shetlands
| Fair Isle Tingwall Sumburgh Foula |

## Compagnies aériennes et destinations
| Compagnies   | Destinations        |
| ------------ | ------------------- |
| Directflight | Lerwick             |
| Loganair     | En saison: Kirkwall |

Actualisé le 26/03/2023